# Ligurische Zee
De Ligurische Zee (Italiaans: Mar Ligure) is een onderdeel van de Middellandse Zee tussen de Italiaanse Rivièra (Ligurië) en Toscane en de eilanden Corsica en Elba.
De Ligurische Zee wordt begrensd door Italië, Frankrijk, Monaco en de Middellandse en Tyrreense Zee. Verder richting het westen ligt de Golfe du Lion en naar het zuidwesten de Zee van Sardinië. De grootste diepte (2850 meter) is ten noordwesten van Corsica. Het noordelijke deel van de Ligurische Zee is de Golf van Genua. Genua is de belangrijkste havenstad aan de zee, zuidelijker ligt de haven van La Spezia. De precieze grens is afhankelijk van de aangehouden definitie (zie afbeelding en bronvermelding). 
In de Italiaanse definitie anno 2017 ligt ook de haven van Livorno aan de Ligurische Zee.
De noordwestkust is bekend als Rivièra en is al meer dan 100 jaar bekend als toeristische bestemming. De grootste rivier die uitmondt in de Ligurische Zee is de Arno, die ontspringt in de Apennijnen.